# 著作権法 (大韓民国)
（大韓民国の）著作権法（ちょさくけんほう）とは、著作権の範囲と内容について定める法律で、知的財産の保護・盗作への罰則などに関する取り決めを定めた韓国の法律である。現行法は文学的及び美術的著作物の保護に関するベルヌ条約に基づいて制定されている。

## 沿革
韓国における初の著作権法制は、1908年に制定された日本の勅令である「韓国著作権令（明治41年勅令第200号）」で、その内容は「日本の明治32年著作権法」の条文を韓国（当時は大韓帝国）にそのまま適用するというものであった（これを「依用」という）。
韓国併合後は、「著作権法ヲ朝鮮ニ施行スルコトニ関スル件（明治43年勅令第338号）」が制定され、1957年に韓国の国会が新たに著作権法を制定するまでの47年間、日本の旧著作権法の規定が効力を持ち続けた。
その後、1986年の全面改正、1995年の知的所有権の貿易関連の側面に関する協定の発効に伴う改正、2000年のデジタル著作権に対応した改正など、何回か改正が行われて現在に至っている。

## 構成
- 第1章 総則 
  - 第1節 著作物
  - 第2節 著作者
  - 第3節 著作人格権
  - 第4節 著作人格権の性質、行使等
  - 第5節 著作財産権
  - 第6節 著作財産権の制限
  - 第7節 著作財産権の保護期間
  - 第8節 著作財産権の譲渡、行使、消滅
  - 第9節 著作物利用の法定許諾
  - 第10節 登録
- 第3章 出版権
- 第4章 著作隣接権
  - 第1節 通則
  - 第2節 実演者の権利
  - 第3節 音盤製作者の権利
  - 第4節 放送事業者の権利
  - 第5節 保護期間
  - 第6節 権利の制限、譲渡、行使等
- 第5章 映像著作物に関する特例
- 第6章 著作権委託管理業
- 第7章 著作権に関する審議及び紛争の調停
- 第8章 権利の侵害に対する救済
- 第9章 罰則
- 附則